# Шаскольская, Марианна Петровна
Мариа́нна (Марья́на) Петро́вна Шаско́льская (18 декабря 1913, Санкт-Петербург — 1983, Москва) — советский кристаллограф и кристаллофизик.

## Биография
Родилась в Петербурге в семье Петра Борисовича (Бернгардовича) Шаскольского и репрессированной Надежды Владимировны Брюлловой-Шаскольской. Внучка провизора Бориса Матвеевича Шаскольского.
По окончании 204-й Ленинградской школы М. П. Шаскольская попала в Ленинградский университет на лекции по кристаллографии О. М. Аншелеса и по кристаллооптике — А. В. Шубникова.
Работала сначала уборщицей Минералогического музея, затем препараторской ученицей.
В 1934 М. П. Шаскольская переехала вместе с кристаллографической лабораторией АН СССР в Москву и продолжала в ней работать до 1936 года.
В 1936 году уже была написана и готова к печати в Издательстве Детской литературы книга «Кристаллы». Автору М. П. Шаскольской — 23 года. В 1944 г. книга премирована на конкурсе научно — художественной литературы.
В 1938 году М. П. Шаскольская была зачислена ассистентом физического факультета МГУ.
В 1947 году вышла книга Ф. Зейтца «Физика металлов», переведенная Марианной Петровной Шаскольской вместе с мужем — Э. И. Адировичем, впоследствии известным ученым — физиком. В 1950 году выходит первое издание книги «Лекционные демонстрации по физике» (в соавторстве с А. Б. Млодзиевским).
В 1950 году её приняли в Московский Государственный педагогический институт доцентом кафедры физики. В эти же годы М. П. продолжала печатать научно — популярные статьи в журналах «Природа», «Наука и жизнь», «Юный техник», «Квант», «Пионер» и начала читать по радио лекции для детей. Всего
с 1949 по 1968 год ею было прочитано около 50 лекций. В этих лекциях всегда чувствовалась искренняя собственная увлеченность, и они пользовались большим успехом и вниманием. Тогда же она с огромным увлечением начинает работу над биографиями ученых: книга «Фредерик Жолио — Кюри» вышла первым изданием в 1959 году, позднее появилась, в соавторстве с И. И. Шафрановским, книга «Рене — Жюст Гаюи», внутри которой фактически содержится ещё одна книга — о Валентине Гаюи.
С 1952 года М. П. Шаскольская перешла из МГПИ в Московский институт стали (позднее — Московский институт стали и сплавов), где она и проработала больше тридцати лет. Она начала работать доцентом кафедры физики (зав. кафедрой Финкельштейн Б. Н.).
Первая в МИСиС дипломная работа по исследованию дислокаций в кристаллах поставлена под её руководством в 1952 г.
В 1962 г. в Московском институте стали и сплавов был создан факультет — «Полупроводниковые материалы и приборы», и Марианна Петровна становится организатором и заведующей кафедрой кристаллографии (1962—1972 гг.) — первой подобной кафедрой в техническом вузе Советского Союза. Возглавляла кафедру кристаллографии до 1972 года, а затем, передав её своему ученику профессору А. А. Блистанову, оставалась профессором этой кафедры до последних дней своей жизни.
В 1976 году выходит учебник М. П. Шаскольской «Кристаллография», ставший классическим учебником в этой области, а в 1975 — монография «Основы кристаллофизики» (в соавторстве с Ю. И. Сиротиным). Обе книги получили широкое признание и высокую оценку специалистов. В 1982 году опубликована книга «Акустические кристаллы», в создании которой принимали участие многие сотрудники кафедры кристаллографии.
Первая Международная конференция по физике кристаллов состоялась в ноябре 1998 г. и была посвящена 85-летию со дня рождения выдающегося ученого-кристаллографа Марианны Петровны Шаскольской.
Вторая Международная конференция по физике кристаллов «Кристаллофизика XXI века» проводилась в октябре 2003 г. и была приурочена к 90-летию М. П. Шаскольской. В конференции приняли участие более 300 специалистов из 130 организаций из 15 стран.
Третья Международная конференция по физике кристаллов «Кристаллофизика XXI века», состоялась в Москве 20-26 ноября 2006 г. и также была посвящена памяти М. П. Шаскольской.
В 1988 году по постановлению ЮНЕСКО имя М. П. Шаскольской внесено в сборник «47 выдающихся женщин-физиков мира».
М. П. Шаскольская похоронена на Рогожском кладбище Москвы.

## Интересные факты
Андрей Сахаров в воспоминаниях высоко оценивал семинарские занятия под руководством М. П. Шаскольской в период его учёбы в Московском университете (1938 г).
Марианна Петровна поддерживала дружеские отношения с Корнеем Чуковским, семья Шаскольской с дочерьми часто бывали у него в Переделкино (Чуковский, в частности, отмечает её вклад в книгу «От двух до пяти»).